# Her Majesty & The Wolves
Her Majesty & the Wolves é um duo de música eletrônica formado pelo produtor Spencer Nezey e pela ex-Pussycat Doll Kimberly Wyatt.
Atualmente o duo encontra-se em um hiato, com a produção musical interrompida mas sem um fim definitivo anunciado.

## Carreira
Wyatt e Nezey formaram o grupo pela primeira vez depois de uma forte conexão musical ao trabalhar no álbum de estréia da Kimberly em Los Angeles. Ao gravar seu álbum de estréia, Kimberly ficou frustrada quando a maioria dos produtores com quem ela trabalhava se concentrava em "fazer algo que as pessoas vão ouvir agora". Considerando Nezey queria fazer algo que "as pessoas pudessem ouvir no futuro", que Kimberly concordou com ele. A dupla lançou uma nova faixa, "Glaciers" em 27 de agosto de 2010 como um download gratuito em seu site. Em 9 de novembro de 2010, a dupla lançou o videoclipe oficial de seu primeiro single "Stars in Your Eyes". O grupo lançou "Stars in Your Eyes" como seu primeiro single oficial em 10 de janeiro de 2011. Em 11 de julho de 2011, seu álbum de estreia  111  foi lançado no Reino Unido. Kimberly Wyatt postou no Twitter que haveria uma 111: Parte 2 lançada em 2013 ou 2014.

## Discografia

### Álbuns de estúdio
- 111 (2011)

### Singles
| Ano  | Canção               | Maiores posições | Maiores posições | Álbum |
| Ano  | Canção               | RU               | EUA              | Álbum |
| ---- | -------------------- | ---------------- | ---------------- | ----- |
| 2010 | "Glaciers"           | —                | —                | 111   |
| 2011 | "Stars in Your Eyes" | —                | —                | 111   |
| 2011 | "Goodbye, Goodnight" | —                | —                | 111   |

#### Remixes
- "Glaciers" (Ashtrobot remix)[5]
- "Glaciers" (Roksonix remix)[6]
- "Stars in Your Eyes" (Sidney Samson Club Remix)[7]

#### Mixtapes
- Her Majesty & the Wolves Presents: Spring 2010 Mixtape

### Videoclipes
| Ano  | Canção               | Diretor        |
| ---- | -------------------- | -------------- |
| 2010 | "Glaciers"           | Jess Holzworth |
| 2010 | "Stars in Your Eyes" | Justin Harder  |
| 2011 | "Goodbye, Goodnight" | Asher Brown    |